# Lijst van geëxecuteerden in Michigan
In de Amerikaanse deelstaat Michigan zijn sinds 1683 dertien mensen geëxecuteerd. Hoewel de staat zelf in haar bestaan nooit de doodstraf heeft gelegaliseerd, zijn onder de Franse en Britse overheersing zeven mensen ter dood veroordeeld. De federale overheid van de Verenigde Staten heeft op het grondgebied van Michigan zes executies uitgevoerd. 
| Naam                                                   | Datum             | Methode van executie | Veroordeeld voor  |
| ------------------------------------------------------ | ----------------- | -------------------- | ----------------- |
| Folle-Avoine                                           | 29 november 1683  | Vuurpeloton          | Moord en diefstal |
| Oorspronkelijke Amerikaan, naam onbekend               | 29 november 1683  | Vuurpeloton          | Moord             |
| Bartellemy Pichon                                      | 7 november 1707   | Doodknuppelen        | Hoogverraad       |
| Vrouwelijke slaaf van Indiaanse afkomst, naam onbekend | April 1763        | Ophanging            | Moord             |
| Joseph Hecker                                          | December 1775     | Ophanging            | Moord en diefstal |
| Ann Wyley                                              | 26 maart 1777     | Ophanging            | Diefstal          |
| John Coutincinau                                       | 26 maart 1777     | Ophanging            | Diefstal          |
| Buhnah (Indiaan)                                       | 1819              | Onbekend             | Moord             |
| Kewaubis (Indiaan)                                     | 27 december 1821  | Ophanging            | Moord             |
| Ketauka                                                | 27 december 1821  | Ophanging            | Moord             |
| Stephen Simmons                                        | 24 september 1830 | Ophanging            | Moord             |
| Wau-Bau-Ne-Me-Kee (Indiaan)                            | Juli 1836         | Ophanging            | Moord             |
| Anthony Chebatoris                                     | 8 juli 1938       | Ophanging            | Moord             |